# Régiment d'Île-de-France
Pour les articles homonymes, voir Régiment d'Île-de-France (homonymie).
Ne doit pas être confondu avec Régiment de l'Île-de-France.
Le régiment d'Île-de-France est un régiment d'infanterie français, créé en 1629, sous le règne de Louis XIII, comme régiment de Mesle. Il reçoit ensuite plusieurs autres noms, notamment celui de régiment d'Ile-de-France en 1762. Durant la Révolution fraçaise, il devient le 39e régiment d'infanterie de ligne.

## Création et différentes dénominations
- 26 octobre 1629 : Création du « régiment (liégeois) de Meslé »
- 1631 : Le régiment est licencié
- 10 août 1633: Création du « régiment de La Bloquerie »
- août 1637 : renommé « régiment de Vallemont »
- 1er octobre 1641 : prend le nom de « régiment de Guiche »
- 1642 : devient « régiment de Gramont » parfois dénommé « régiment de Gramont-liégeois »
- 11 octobre 1665 : devient « régiment de Louvigny »
- 1674 : prend le nom de « régiment de Guiche »
- 1er juin 1696 : renommé « régiment de Noailles »
- 20 novembre 1696 : renommé « régiment de Coëtquen »
- 23 février 1709 : devient « régiment de Tourville »
- 30 juillet 1712 : prend le nom de « régiment de Meuse »
- 3 novembre 1738 : prend le nom de « régiment de Montmorin »
- 10 décembre 1762 : renommé « régiment d'Île-de-France »
- 1791 : devient le « 39e régiment d’infanterie de ligne »

## Colonels et mestres de camp
- 26 octobre 1629 : baron de Meslé
- 10 août 1633 : N de La Bloquerie
- août 1637 : N de Vallemont
- 1er octobre 1641 : Antoine III de Gramont, comte de Guiche
- 11 octobre 1665 : Antoine-Charles de Gramont, comte de Louvigny
- 20 février 1687 : Antoine de Gramont, comte de Guiche
- 1er juin 1696 : Anne Jules, duc de Noailles
- 20 novembre 1696 : Malo Auguste, marquis de Coëtquen[1]
- 23 février 1709 : Louis Alexandre de Costentin marquis de Tourville[2]
- 30 juillet 1712 : Henri Louis de Choiseul, marquis de Meuse[3]
- 20 février 1734 : Maximilien de Choiseul-Meuse comte de Meuse[4]
- 3 novembre 1738 : Jean-Baptiste François de Saint-Herem, marquis de Montmorin[5]
- 1er décembre 1745 : Jean-Baptiste Calixte de Saint-Herem, marquis de Montmorin[6]
- 1er décembre 1762 : Anne Louis de Quengo comte de Crenolle[7]
- 30 novembre 1764 : Raymond Pierre du Guast, marquis de Berenger [8]
- 13 avril 1780 : Joseph Texier vicomte d'Hautefeuille[9]
- 10 mars 1788 : Charles Bernard Joseph Percin de La Valette marquis de Montgaillard
- 4 mai 1788 : Claude Jean Henri comte de Saisseval[10]
- 25 juillet 1791 : Jean François de Loras
- 14 janvier 1793 : Jean François Régis Alexis Marie Prat

## Historique des garnisons, combats et batailles du régiment

### Origines
Ce régiment est d'origine liégeoise, et ses deux premiers colonels furent liégeois. La tradition rapporte, qu'avant d'arriver en France, il formait la garde du prince-évêque de Liège.

### Régiment de Meslé (1629-1631)

#### Guerre de Succession de Mantoue
Quoi qu'il en soit, ce corps fut admis au service du roi par lettres du 26 octobre 1629, et en même temps que plusieurs autres régiments liégeois, à la fin de la guerre de Succession de Mantoue. Il était commandé par le baron de Meslé, qui le conduisit en 1630 sur les Alpes. Il se trouve à la bataille de Veillane, vint prendre ses quartiers d'hiver en Lorraine, et fut licencié au commencement de 1631. Son colonel était mort, et il était, en ce moment, sous les ordres du lieutenant-colonel de Hautepenne, de la famille de Barlaymont.

### Régiment de La Bloquerie (1633-1637)

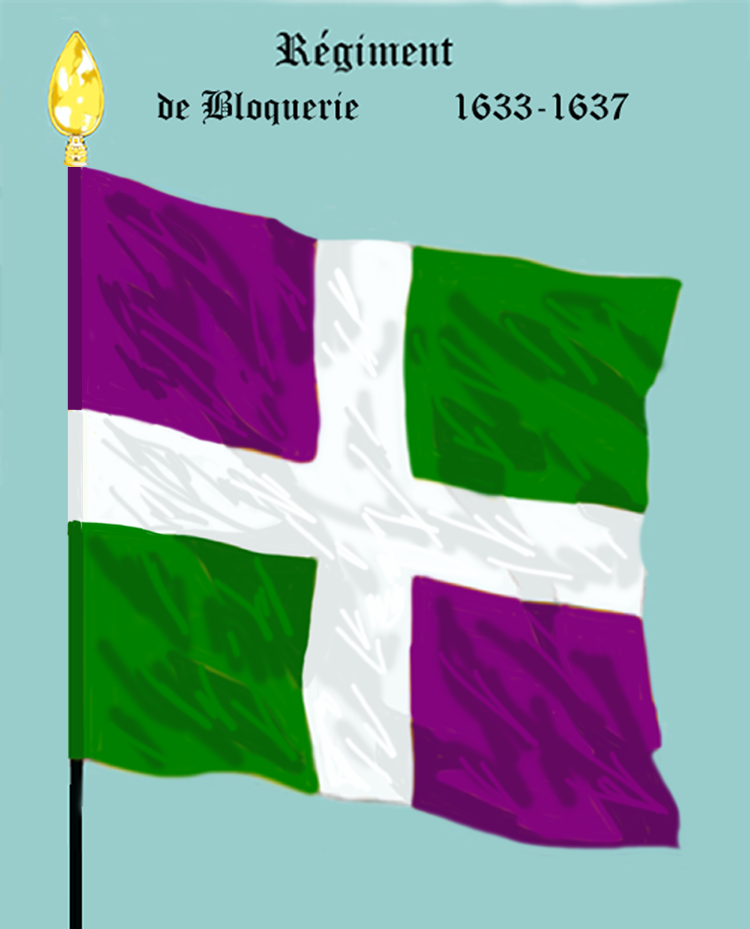
régiment de la Bloquerie de 1633 à 1637

#### Guerre de Trente Ans
Le régiment fut rappelé en France le 10 août 1633. Il était, cette fois, fort de douze enseignes, et avait pour chef le colonel La Bloquerie, sous le nom duquel il s'acquit une grande réputation. Dans le cadre de la guerre de Trente Ans, il prit part, en 1633, à la conquête de la Lorraine, et fit, au mois de septembre, le siège de Nancy. Il y avait construit une redoute qui, dans le plan des attaques de cette ville, est désignée sous le nom de « redoute des Liégeois ». Après l'occupation de la capitale de la Lorraine, le régiment fut envoyé à Haguenau.
Au mois de mai 1634, le maréchal de La Force ordonne au colonel La Bloquerie d'aller observer le château de Wildenstein dans les montagnes de la Haute-Alsace, et d'enlever, s'il était possible, ce lieu de refuge des Lorrains. Le colonel prend avec lui quatre de ses compagnies et huit cornettes de cavalerie, et défait complètement près de Thann, 800 fantassins et 600 chevaux lorrains, avant d'attendre à Gérardmer, le reste de son régiment. Dès qu'il a réuni toutes ses forces, il investit Wildenstein le 15 juin. L'attaque de ce château, défendu par 500 hommes et situé sur des rochers élevés, présentait de grandes difficultés. Une partie des défenseurs de ce nid d'aigle s'était logée dans les anfractuosités de la montagne avec des arquebuses à croc et rendait les approches excessivement périlleuses. Ce ne fut qu'au bout de trois semaines que La Bloquerie parvint à les débusquer et à commencer le siège du château. Celui-ci capitula le 5 août et le régiment retourna à Haguenau. Quelques mois après, il eut encore le principal honneur d'une autre entreprise importante. M. de Feuquières, ambassadeur du roi en Allemagne, avait persuadé aux habitants de Philisbourg de se donner à la France, mais ils étaient tenus en respect par une garnison impériale. Le 3 octobre, La Bloquerie reçoit avis de Feuquières de se trouver le lendemain, à cinq heures du matin, sur les bords du Rhin, vis-à-vis de Philisbourg. Exact au rendez-vous et informé du projet de l'ambassadeur, il s'empare, sans coup férir, de la redoute de Stolhofen, située entre la ville et le fleuve, et par cette action hardie détermine la garnison, déjà intimidée par l'attitude des habitants, à évacuer Philisbourg, que le régiment occupa le 7 octobre.
En mars 1635, le régiment marche au siège de Spire et se trouve de garde aux tranchées, le 19 mars, lorsqu'on donne l'assaut au corps de place. Chargé de l'attaque du centre, et animé par la réputation des deux régiments français, Turenne et Ménillet qui le flanquaient à droite et à gauche, il fit des prodiges de bravoure. Après cet exploit, il demeura en garnison dans les places du Rhin.
En 1636, il fit partie de l'armée de Champagne, commandée par le comte de Soissons.

### Régiment de Vallemont (1637-1641)

#### Guerre de Trente Ans
L'année suivante, il fit la guerre sur la Meuse, et s'empara le 19 juillet du château de Dinau, entre Stenay et Mouzon. Quelques jours après, le colonel La Bloquerie mourait de la peste, et son régiment était donné au sieur de Vallemont, gentilhomme de Picardie, sans cesser d'être sur le pied étranger. Il fut dans le même temps mis en garnison à Damvillers.
Dans la nuit du 2 au 3 janvier 1638, le colonel de Vallemont part avec 50 hommes du régiment de Rambures et 350 hommes du sien, arrive près de Montcantin à la pointe du jour, charge les soldats de Rambures d'occuper toutes les issues, et, pénétrant dans le bourg avec 300 hommes déterminés, il s'en rend maître, et force la garnison à demander quartier. « Parmi le butin des vainqueurs se trouvait, dit l'histoire, une belle damoiselle, en l'âge de dix-sept ans, fille d'un officier lorrain ; mais la courtoisie française la fit rendre à l'instant à ceux qui la demandoient, voire sans rançon, mais non sans faire honte aux ennemis, qui ne rougissaient point, quand ils le pouvaient, d'exiger rançon jusques des enfants. »
Au mois d'août 1638, le colonel de Vallemont alla faire le siège du Catelet, après lequel il entra en quartiers dans Le Cateau-Cambrésis.
Il fut assiégé dans cette place en février 1639, mais l'ennemi fut obligé de se retirer. Le régiment ne reprit point la campagne cette année ni la suivante.

### Régiment de Gramont-liégois puis régiment de Gramont (1641-1665)

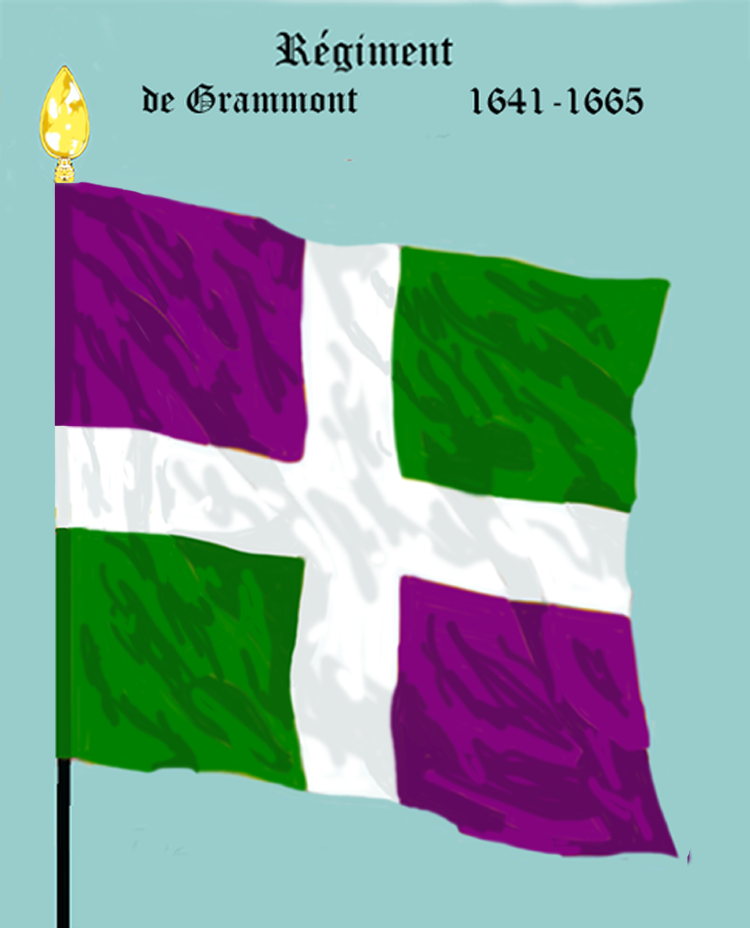
régiment de Grammont de 1641 à 1665

#### Guerre de Trente Ans
En 1641, il fut appelé au siège d'Aire. A la fin de cette année, le régiment fut donné au maréchal de Guiche, connu plus tard sous le nom de maréchal de Gramont, et qui devint colonel des Gardes Françaises. Il continua d'être considéré comme corps étranger, car on le trouve encore pendant quelques années désigné sous le titre de régiment de Gramont-liégeois.
En 1642, régiment de Gramont-liégeois fit partie de l'armée de Champagne, dont on avait confié le commandement à son colonel Antoine V de Gramont, et partagea la mauvaise fortune de celui-ci à la bataille de Honnecourt. Après cette déroute, il fut jeté dans La Bassée, où il fut immédiatement assiégé par les Espagnols. Le régiment évacua La Bassée le 13 mai, après une capitulation des plus honorables, et se retira à Calais. A la fin de l'année, il fut mis en garnison à Arras.
Il quitta Arras au printemps de 1643 pour joindre l'armée du duc d'Enghien avec laquelle il combattit le 19 mai à Rocroi, et, au mois de juillet, au siège de Thionville. Il s'y fit remarquer, le 18, aux côtés de Picardie et de La Marine, à la prise de la contrescarpe.
Il continua de servir, en 1644, sous le duc d'Enghien, concourut à la prise de plusieurs petites places du Luxembourg, marcha au se cours de l'armée d'Allemagne, prit une part glorieuse aux combats dont l'ensemble compose ce que l'on appelle la bataille de Fribourg, et termina cette campagne par la prise de Philisbourg et de quelques autres places du Rhin.
En 1645, Gramont débuta dans le Luxembourg. Appelé en Allemagne après l'échec subi par Turenne à Mariendal, il combattit vaillamment à Nordlingen. On sait que son colonel, le maréchal de Gramont, qui commandait l'aile droite, y fut pris.
L'année suivante, le régiment faisait partie de l'armée de Flandre. Il se trouva à la prise de Courtrai et fut du corps de troupes qui se joignit, à la fin de la campagne, à l'armée du prince d'Orange pour faire le siège d'Anvers.
Il fit la petite guerre sur cette frontière pendant la campagne de 1647.
En 1648, il combattit à Lens.

#### La Fronde
Les premiers troubles de la Fronde l'appelèrent aux environs de Paris. Il y passa l'hiver de 1648 à 1649, et le maréchal de Gramont l'envoya ensuite dans son gouvernement de Bayonne, où il demeura en garnison pendant toute la durée des troubles.
Il fit partie, en 1652, du petit corps d'armée qui opéra dans la Saintonge, l'Angoumois et le Bordelais. Il
se distingua au siège de Saintes.
Au commencement de 1653, il se rendit dans le Roussillon avec le marquis du Plessis-Bellière. Il servit au mois de juin au siège de Castillon, et revint à la fin de l'année à Bayonne.
Il garda jusqu'en 1657 cette frontière, la seule où il ne s'exerçât point d'hostilités, de toutes celles sur lesquelles les monarchies de France et d'Espagne étaient en contact. Gramont se rendit en 1657 en Italie.
Le 5 août 1658, il ouvrit la tranchée devant Mortare avec le régiment de Navarre et le 13, il repoussa une sortie.
Rentré en France en 1659, il est réduit à quatre compagnies.
En 1664, il fait partie du secours envoyé par Louis XIV à l'Empereur du Saint-Empire, Léopold, et qui prit une part à la bataille de Saint-Gothard, livrée le 1er août. Revenu sur le Rhin au mois de décembre, il fut mis en garnison dans la Champagne.

### Régiment de Louvigny (1665-1674)

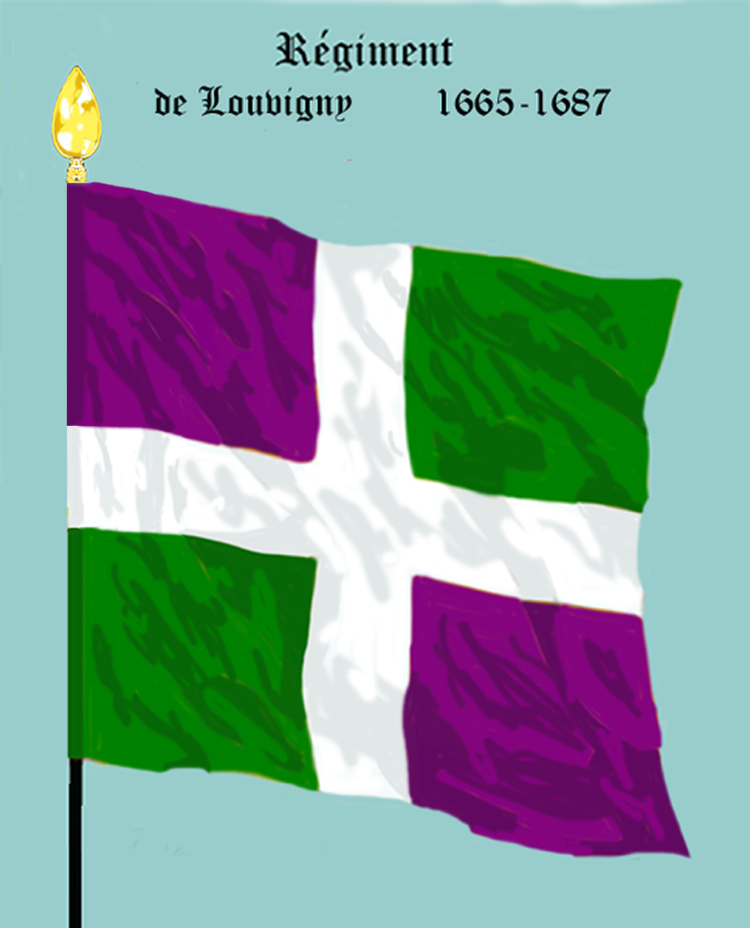
régiment de Louvigny de 1665 à 1674

#### Deuxième guerre anglo-néerlandaise
En 1665, il fut encore des 4 000 hommes d'infanterie qui marchèrent, sous les ordres du marquis de Pradel, au secours des États-généraux de Hollande contre Principauté épiscopale de Münster de l'évêque de Münster, Christoph Bernhard von Galen engagés dans la deuxième guerre anglo-néerlandaise. Parti de Mézières le 3 novembre, le régiment, qui s'appelait alors régiment de Louvigny, arriva le 10 à Maastricht, et se distingua au siège de Lochem, qui battit la chamade sous ses drapeaux, le 14 décembre.
Au mois de janvier 1666, le régiment revint en France pour le camp que le roi assembla, entre Coisy et Montsur, près d'Amiens. Ce camp, interrompu par la mort de la reine-mère, fut repris au mois de mars, et eut lieu cette fois dans la plaine de Monchy, aux environs de Compiègne.

#### Guerre de Dévolution
En 1667, le régiment de Louvigny suivit le roi à la conquête de la Flandre, et contribua à la prise de Tournai, de Douai et de Lille. Après la prise de Lille, le corps se rendit à Metz, qu'il quitta le 28 octobre avec le marquis de Créquy, pour se rendre dans le Luxembourg.
En 1668, le régiment de Louvigny participe à la campagne de Franche-Comté.
En 1670, il est à la prise de possession de la Lorraine et assiste aux sièges d'Épinal, de Châtel et de Longwy).

#### Guerre de Hollande
En 1672, durant la guerre de Hollande, il se trouva successivement aux sièges de Maseyck, Saint-Trond, Tongres, Burick, Rées, Arnheim, Skenke. Il se distingua, à côté du régiment de Champagne, à la prise du fort de Nimègue, et servit encore à la soumission de Crèvecoeur et du Fort Saint-André sur l'île de Bommel. A la fin de cette année, il marcha avec Turenne à la rencontre des troupes brandebourgeoises qui venaient au secours des Hollandais et les poursuivit au delà du Rhin.
En 1673, contribua à la prise d'Unna, de Kamen, d'Altena, de Zoëster et de Bilfelden. Après avoir achevé la campagne sur le Rhin, il vint prendre ses quartiers en Bourgogne

### Régiment de Guiche (1674-1696)

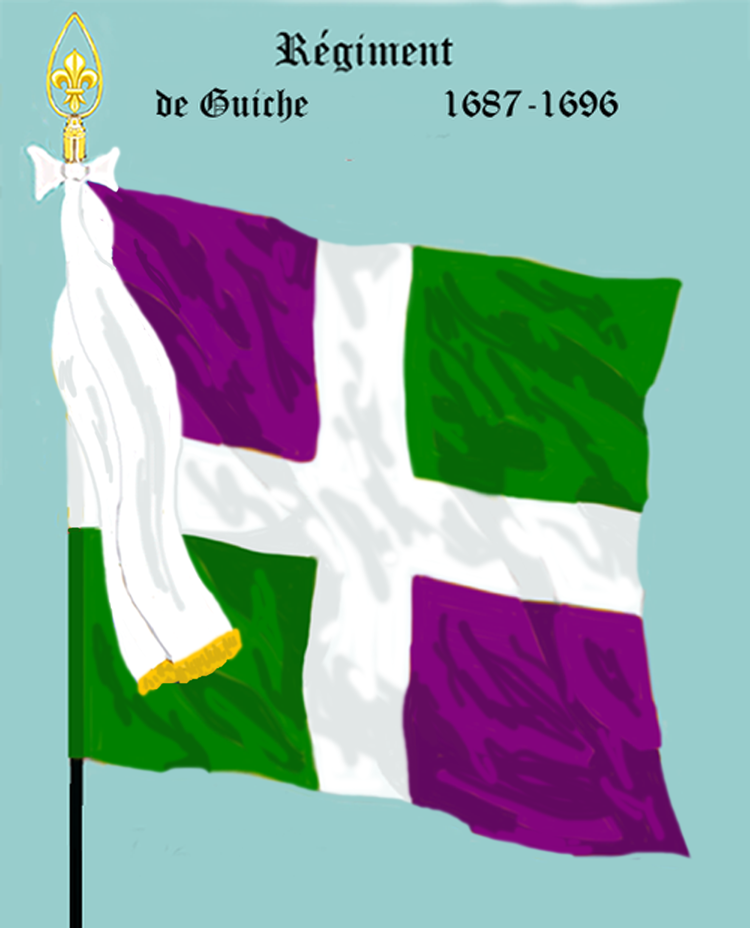
régiment de Guiche de 1674 à 1696

#### Guerre de Hollande
En 1674, sous le nom de régiment de Guiche, il fait le siège de Besançon, après lequel il se mit en marche pour le Roussillon. L'armée que le maréchal de Schomberg commandait sur cette frontière garda cette année la défensive.
En janvier 1675, le régiment alla s'embarquer à Toulon avec le régiment de Crussol, sur la flotte du Louis Victor de Rochechouart de Mortemart duc de Vivonne, pour passer à Messine. Il resta en garnison dans cette ville jusqu'au mois de septembre. Il fut alors envoyé à Agosta, dont le maréchal de Vivonne venait de se rendre maître.
Il rentra en France en avril 1678, et fut placé dans les quartiers du Dauphiné.
En 1681, il était du détachement qui alla, le 1er octobre, avec Catinat, occuper la citadelle de Casal, remise au roi par le duc de Mantoue.

#### Guerre de la Ligue d'Augsbourg
En 1688, avec son nouveau colonel, Antoine de Gramont comte de Guiche qui conserve le nom du régiment, celui-ci commença la guerre de la Ligue d'Augsbourg à l'armée du dauphin, et fit le siège de Philisbourg, où ses grenadiers se firent remarquer à l'assaut de l'ouvrage à cornes, puis ceux de Manheim, de Spire, de Worms, d'Oppenheim et de Trèves.
En 1689, passé à l'armée de Flandre, il assista à la bataille de Walcourt.
En 1690, il combattit à Fleurus
En 1691, il prit part au siège de Mons et avait son quartier à Nimy avec Benjamin de Rohan baron de Soubise.
Après la prise de Mons, le régiment de Guiche quitta l'armée du roi pour passer à celle du maréchal de Luxembourg. Il se trouva au bombardement de Liège et à la bataille de Leuze, livrée le 18 septembre, et quelques jours après
il entra en quartiers d'hiver à Courtrai.
En 1692, il contribua, à la prise de Namur. Au mois de juillet, le roi, craignant que l'ennemi n'eût des vues sur Dunkerque, ordonna au maréchal de Luxembourg d'y envoyer le régiment. Celui-ci se trouva néanmoins, plus tard, au bombardement de Charleroi.
La campagne de 1693 débuta par le combat de Tongres. Il fit ensuite le siège d'Huy, et, le 29 juillet, il fit admirer sa valeur à Neerwinden. Il était placé au centre avec les Gardes.
Les brigades de l'aile gauche venaient d'emporter le village de Neerwinden. Le prince d'Orange, comprenant que là était la clef de sa position, y envoie des
troupes fraîches qui le reprennent. C'est alors que le duc de Bourbon, se mettant à la tête de la brigade de Guiche, attaque Neerwinden pour la deuxième fois, et en chasse l'ennemi après la plus opiniâtre résistance. Le régiment y fut bientôt attaqué par de nouvelles forces. Il perdit peu de terrain, mais aucun effort ne put le déposter du bas de Neerwinden. Après la victoire, il se rendit devant Charleroi, dont la prise termina cette campagne.
Le régiment de Guiche passa la campagne de 1694 dans Namur.
En 1695, il se trouva à la défaite du prince de Vaudémont, sur les bords de la Lys, et au bombardement de Bruxelles.

### Régiment de Coëtquen (1696-1709)

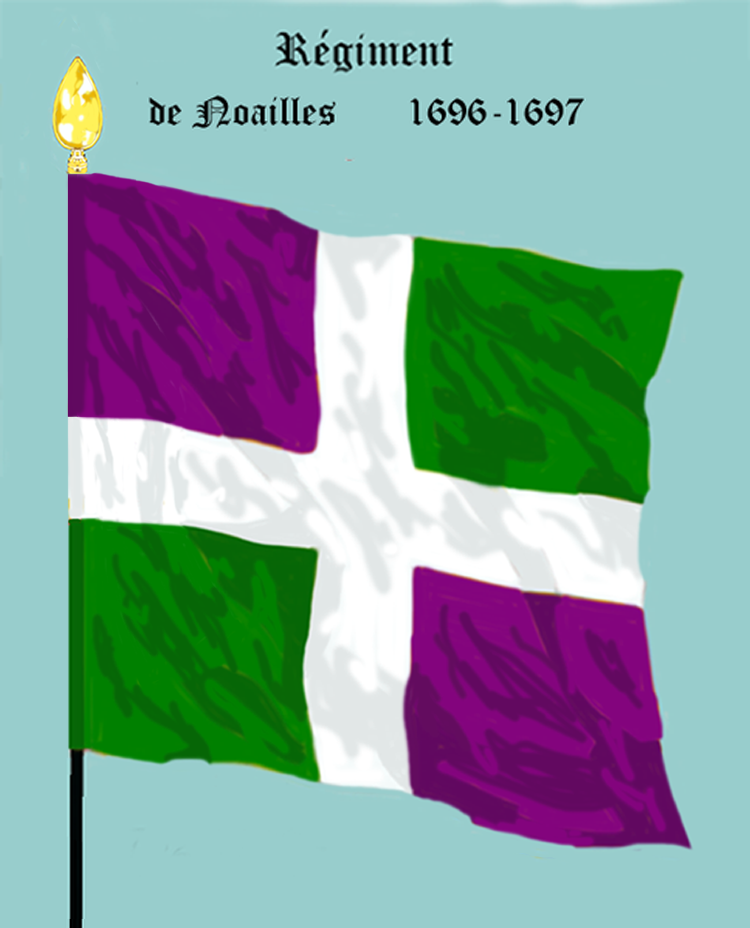
régiment de Noailles de 1696
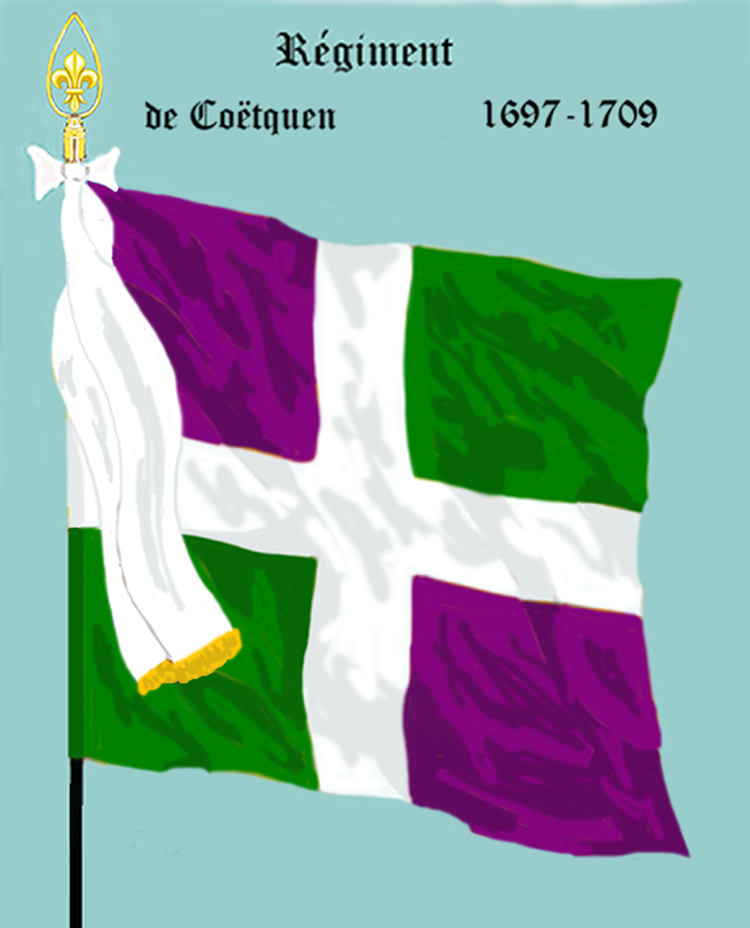
régiment de Coëtquen de 1696 à 1709

#### Guerre de la Ligue d'Augsbourg
Le 1er juin 1696, le régiment est acheté, par le maréchal duc de Noailles, qui prend alors le nom régiment de Noailles, qui le cède le 20 novembre suivant à son gendre, Malo III marquis de Coëtquen qui prend alors le nom de régiment de Coëtquen.
En 1697 il servit sur la Meuse.
En 1698 il fit partie du camp de Compiègne. Le 30 décembre de cette année, on y incorpora les « fusiliers de La Croix », excellent corps de troupes légères levé en 1695. Revenu sur le Rhin, le régiment de Coëtquen fut mis en garnison à Colmar.

#### Guerre de Succession d'Espagne
En 1701, à l'ouverture de la guerre de Succession d'Espagne, régiment de Coëtquen fut envoyé dans le pays de Gueldres, et occupa Venloo.
Au commencement de 1702, il se rendit à Strasbourg, et quitta cette ville au mois de septembre pour suivre le maréchal de Villars à Huningue. Il contribua, le 14 octobre, au succès de la journée de Friedlingen.
En février 1703, il fit le siège de Kelh. Il se trouva plus tard à l'attaque des retranchements de Stolhoffen, et, pénétrant en Bavière, il prit part aux affaires de la vallée du Hornberg et de Munderkirchen, et à la première bataille d'Hochstadt. Il termina cette campagne par la prise de Kempten et Siège d'Augsbourg.
En 1704, il se trouvait sous les ordres de Marchin, et se conduisit bien à la funeste journée d'Hochstädt. Dans la lettre que Marchin écrivit après la déroute au ministre Chamillart, il disait, en parlant du régiment : « Il est parfaitement bon et a fait son devoir avec distinction à la journée d'Hochstädt ».
Il servit en 1705 sur la Moselle avec Villars.
En 1706 il se trouva, sous cet illustre chef, à la prise du Fort-Louis,, de Drusenheim, de l'île du Marquisat et de Lauterbourg.
Passant en 1707 dans la Souabe et la Franconie, il prit part, du 20 au 22 juin, à l'attaque des retranchements du général Janus dans les gorges de Lorch.
En 1708, les revers de l'armée de Flandre l'appelèrent dans les Pays-Bas. Jeté dans Lille, il contribua à la belle défense qu'y fit le maréchal de Boufflers. Le prince Eugène ouvrit la tranchée le 22 août. Le même jour, les deux compagnies de grenadiers du régiment de Coëtquen furent placées dans une chapelle, d'où elles incommodèrent si fortement les travailleurs, que, le 24, Eugène mit en mouvement 300 grenadiers, soutenus par quelques bataillons, pour les déloger. Leur résistance fut énergique, 50 hommes furent tués et tout le reste fut fait prisonnier de guerre. Les Alliés perdirent là plus de 200 hommes et 300 autres furent blessés. Le régiment se fit encore remarquer dans plusieurs sorties, et, le 5 octobre, à la défense du chemin couvert.

### Régiment de Tourville (1709-1712)

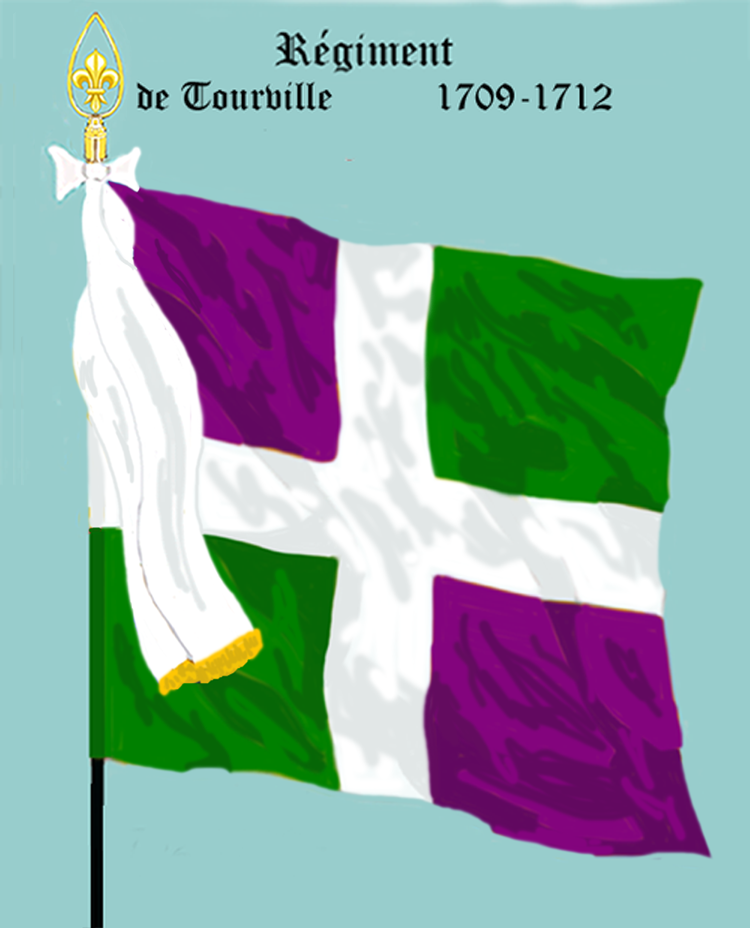
régiment de Tourville de 1709 à 1712

#### Guerre de Succession d'Espagne
En 1709, le régiment, sous le nom de Tourville, prit sa part de la sanglante lutte de Malplaquet.
Il se trouva en 1711 au combat d'Arleux.
En 1712 il se distingua à la bataille de Denain, mais son colonel, Louis Alexandre de Costentin marquis de Tourville, fils unique de l'illustre amiral Anne Hilarion de Costentin de Tourville, y perdit la vie.

Henri Louis de Choiseul, marquis de Meuse, qui lui succéda à la tête du corps, y avait été dangereusement blessé.

### Régiment de Meuse (1712-1738)

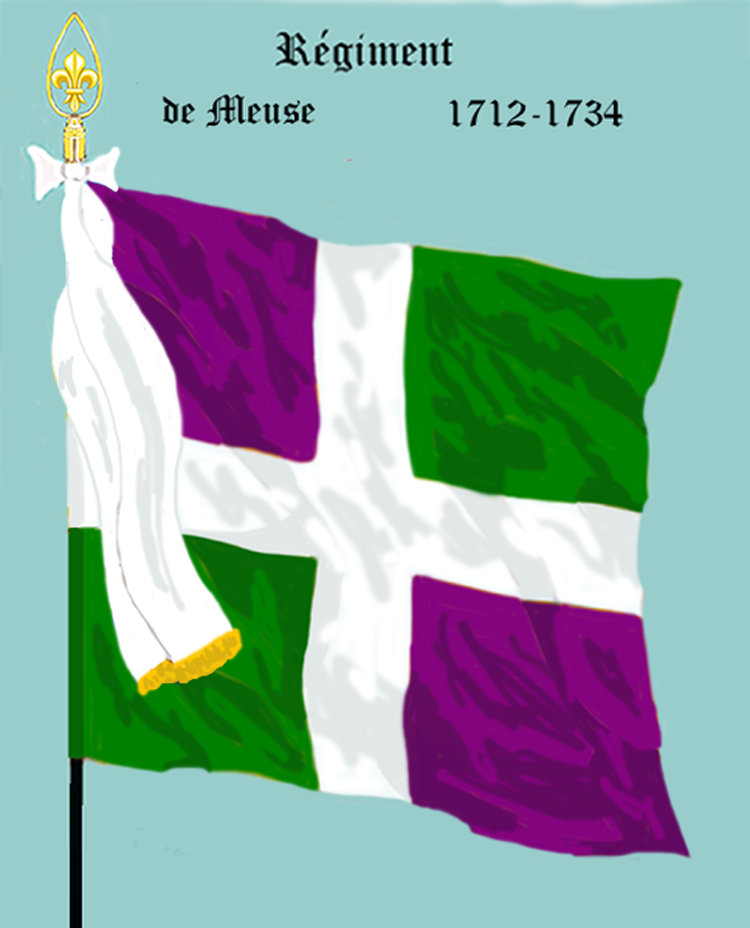
régiment de Meuse de 1712 à 1734
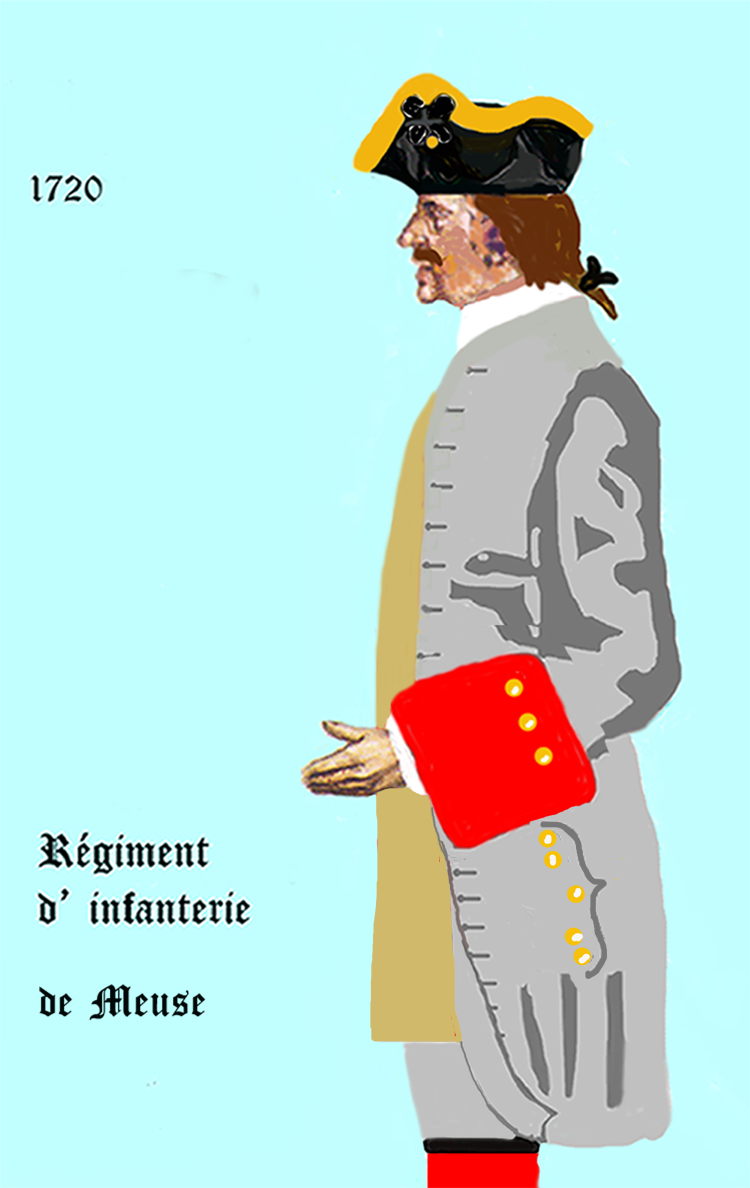
régiment de Meuse de 1720 à 1734

#### Guerre de Succession d'Espagne
Le régiment de Meuse termina cette campagne de 1712 par les sièges de Douai, du Quesnoy et de Bouchain.
Il se rendit en 1713 sur le Rhin, et fit les sièges de Landau et de Fribourg.

#### Guerre de Succession de Pologne (1733-1738)
En 1727, le régiment de Meuse fit, partie du camp de la Moselle.
En 1733, au début de la guerre de Succession de Pologne, il se rendit à l'armée d'Allemagne, participa, l'année suivante, à l'attaque des lignes d'Ettlingen et au siège de Philippsburg, et passa l'hiver à Worms avec le régiment de Bourbonnais.
Au commencement de la campagne de 1735, il fut placé dans le corps particulier aux ordres de Joachim marquis de Dreux-Brézé, et campa à Nieder-Olm sur la Selz.

### Régiment de Montmorin (1738-1762)

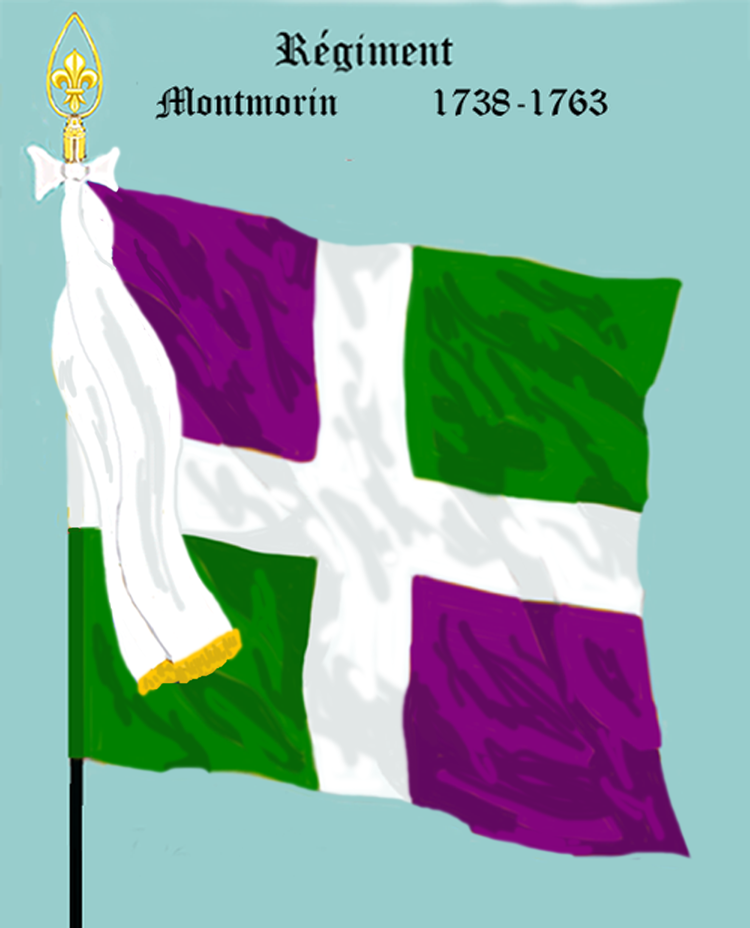
régiment de Montmorin de 1738 à 1762
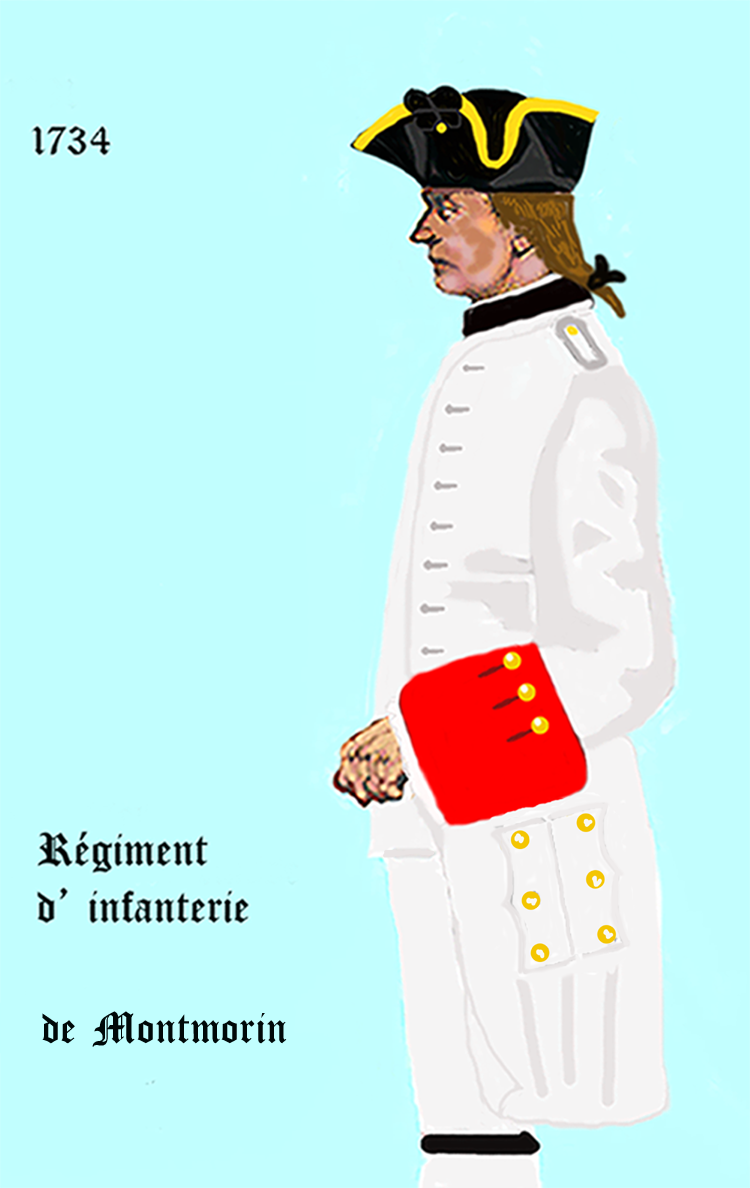
de 1734 à 1762

#### Guerre de Succession d'Autriche
Devenu régiment de Montmorin en 1738, il fut dirigé en 1741, dans le cadre de la guerre de Succession d'Autriche, sur l'armée du maréchal de Maillebois et passa l'hiver en Westphalie.
En juin 1742, ses deux bataillons faisaient partie du camp d'Halsteren. Enfin, il partit de Dusseldorf au mois d'août pour aller au secours
de l'armée de Bohême. Les régiments de Poitou et Montmorin furent les deux premiers régiments qui opérèrent leur jonction avec le corps du comte de Saxe. Le régiment de Montmorin se trouva cette année à la prise d'Elnbogen et de Kaaden, au secours de Braunau et au ravitaillement d'Egra.
En janvier 1743, il était dans les lignes de la Naab. En février, il contribua à la prise de Schmidmühlen, de Rieden et d'Enstorf, et fut chargé de garder Rieden. Le 15 avril, il ſit partie du corps placé sous
les ordres du lieutenant-général marquis du Chayla qui alla ravitailler la garnison d'Egra. Après cette
expédition, le régiment vint relever le régiment d'Alsace à Amberg. A la fin de mai, il reçut l'ordre de rallier le maréchal de Broglie. Il commença son mouvement le 8 juin, se replia sur Ingolstadt, en passant par Pfaffenhofen et Dietfurth, et joignit en quatre marches l'armée, qui commença peu de jours après sa retraite sur le Rhin. Arrivé en Alsace au mois de juillet, le régiment de Montmorin fut placé sous les ordres du comte de Clermont et cantonné aux environs de Neufbrisach. Le 5 août, le colonel partit avec ses deux compagnies de grenadiers et 100 fusiliers pour s'opposer aux entreprises d'une bande de pandours qui faisait mine de vouloir passer le Rhin au-dessous de Brisach. Ces pandours étaient commandés par le fameux baron de Trenck, qui faillit tomber dans les
mains des grenadiers du régimentde Montmorin, et qui fut fort heureux d'en être quitte pour être obligé de renoncer à son projet. Au mois de septembre, le régiment
fit partie du camp de Chalampé, et, pendant tout le reste de cette campagne, il fit un service fort actif pour surveiller les desseins du prince Charles Alexandre de Lorraine, qui cherchait à pénétrer en Alsace. Il eut ses quartiers d'hiver à Strasbourg, après avoir été rallié par un piquet de 62 hommes qui revenait de la défense d'Ingolstadt.
En 1744, le régiment de Montmor fut encore employé à la garde des passages du Rhin, et, quand les Autrichiens eurent réussi à franchir ce fleuve, il contribua vigoureusement, le 5 juillet, à la reprise de Weissembourg et des lignes de la Lauter. Dans cette sanglante affaire, il perdit quinze hommes et eut trente-cinq blessés. Il se trouva plus tard au combat d'Augenheim et au siège de Fribourg, après lequel il se rendit à l'armée du Bas-Rhin, commandée par le maréchal de Maillebois.
Il continua de servir sur le Rhin en 1745.
En 1746, il passa sur la Meuse, prit part aux sièges de Mons et de Charleroi, et se trouva, le 10 octobre, à la bataille de Rocoux, où sa brigade, avec celle de Navarre, formait la division du comte d'Hérouville. La brigade de Montmorin, commandée par le comte de Chabannes, plia à la première décharge et perdit du terrain; mais le colonel rallia promptement son régiment, arracha un drapeau des mains de celui qui le portait et alla le planter sur le bord des retranchements ennemis. Ses soldats, ranimés par son audace, se précipitent sur ses pas dans le chemin qui sépare les villages de Varoux et de Rocoux, et emportent les redoutes établies sur ce point. Le corps perdit dans cette action presque tous ses grenadiers et un nombre considérable d'officiers, le colonel, qui fut aussi blessé, présenta au roi quatre pièces de canon enlevées par son brave régiment, qui obtint pour quartier d'hiver la ville de Bruxelles.
Pendant les mois d'avril et de mai 1747, le régiment de Montmorin fut employé à la conquête de la Flandre hollandaise. A la fin de mai, il fut cantonné à Hinghene aux environs de Malines, avec ordre de se porter sur Anvers à la première réquisition du comte de Lowendhal qui y commandait, les Alliés semblant se préparer à faire le siège de cette forte ville. Au mois de juin, le régiment fut appelé à la grande armée, et se trouva le 2 juillet à la bataille de Lawfeld. Placé avec le régiment du Roi vis-à-vis du village de Vlitingen, il repoussa deux attaques du comte de Waldeck. Quand le régiment du Roi fut envoyé au secours des troupes lancées sur le bourg de Lawfeld, le régiment de Montmorin, laissé seul à Vlitingen pour contenir les Hollandais qui cherchaient à percer le centre de la ligne française, accomplit avec fermeté cette mission et demeura inébranlable. Le 16 août, le régiment partit du camp de Hameln pour se rendre à Eckeren, et de là devant Berg-op-Zoom, qu'assiégeait le comte de Lowendhal. Il arriva encore à temps pour prendre part à l'assaut livré le 16 septembre à la demi-lune, et il s'y couvrit de gloire à côté du régiment du Dauphin. Il quitta Berg-op-Zoom le 25 septembre pour se rendre au camp de Capellen. A la fin de cette année, le régiment de Montmorin, qui s'était déjà augmenté d'un 3e bataillon en 1745, en leva un 4e.
En 1748, les trois premiers firent le siège de Maastricht . Après la prise de cette place, ils se rendirent à Bruxelles, qu'ils quittèrent en octobre pour se rendre à Valenciennes, où les 3e et 4e bataillons furent réformés.

#### Guerre de Sept Ans
En 1754, le régiment de Montmorin était au camp de Plobzheim, en Alsace.
Au début de la guerre de Sept Ans, il est dirigé, en 1756, sur Toulon, il s'embarqua au mois d'octobre pour la Corse, et, arrivé à
Calvi le 1er novembre, il releva immédiatement les postes occupés par les troupes de la république de Gênes. Voici ce qui avait déterminé cette expédition.
En 1755, les Corses, fatigués du manque d'unité qui marquait les actes de leur gouvernement, avaient jeté les yeux sur Pascal Paoli, alors officier au service de Naples, et lui avaient remis le pouvoir. Cette haute position avait excité l'envie d'un autre chef corse, nommé Mario Emmanuele Matra, qui bientôt réunit ses partisans et commença, contre Paoli, une lutte acharnée. Cette guerre civile parut aux Gênois une bonne occasion pour rétablir leur puissance dans l'île, et ils fournirent des secours à Matra. Mais, celui-ci ayant été tué dans un combat en février 1756, ses partisans se dispersèrent, et la république de Gênes, craignant de voir ses villes du littoral attaquées par Paoli vainqueur et irrité, appela la France à son secours. Le ministère français, qui soupçonnait ou qui feignait de croire que les Anglais avaient des desseins sur l'ile, accueillit avec empressement la demande des Gênois, et envoya en Corse Charles Eugène Gabriel de La Croix de Castries avec 3 000 hommes. Les Français, pendant un séjour de deux ans dans l'ile, observèrent la plus exacte neutralité entre les Corses et leurs anciens oppresseurs, et se firent aimer des populations au milieu desquelles ils vivaient. Ils remirent les places qu'ils occupaient aux Gênois, en février 1759, et repassèrent sur le continent, laissant derrière eux, parmi les Corses, le désir, si la liberté devait être perdue, de devenir Français.
Le régiment de Montmorin resta employé à la garde des côtes de la Provence depuis mars 1759 jusqu'en mai 1761.
Il fut alors envoyé dans l'Aunis, et, au printemps de 1762, il fit partie du corps d'armée de 10 000 hommes que Louis XV, en vertu du pacte de famille, envoya au secours du roi d'Espagne, engagé dans une guerre avec le Portugal et l'Angleterre. Le régiment de Montmorin assista au siège d'Almeida, et rentra en France la même année. 

L'ordonnance du 10 décembre 1762 lui donna le titre de la province d'Ile-de-France, que d'autres corps avaient déjà porté.

### Régiment d'Île-de-France (1762-1791)

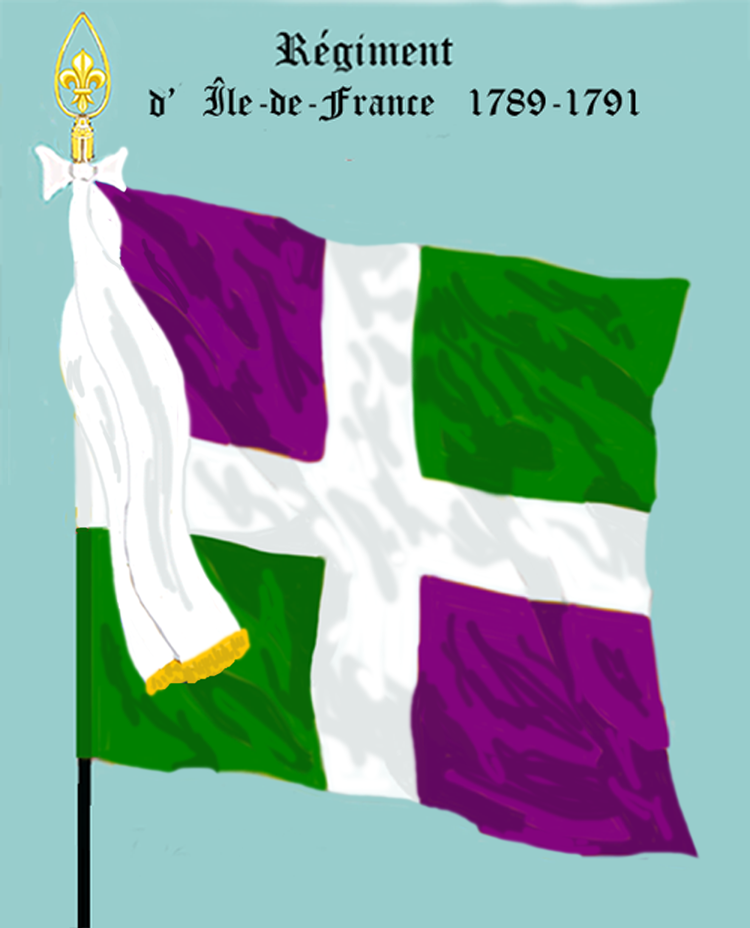
régiment d’Île-de-France de 1762 à 1791
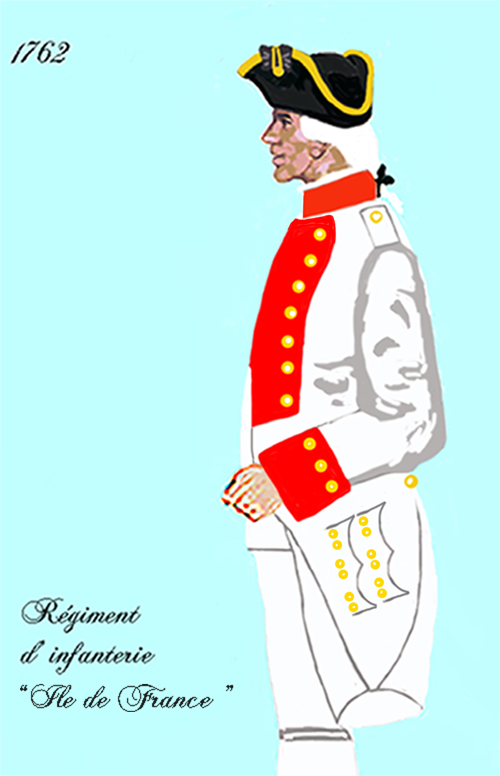
de 1762 à 1776
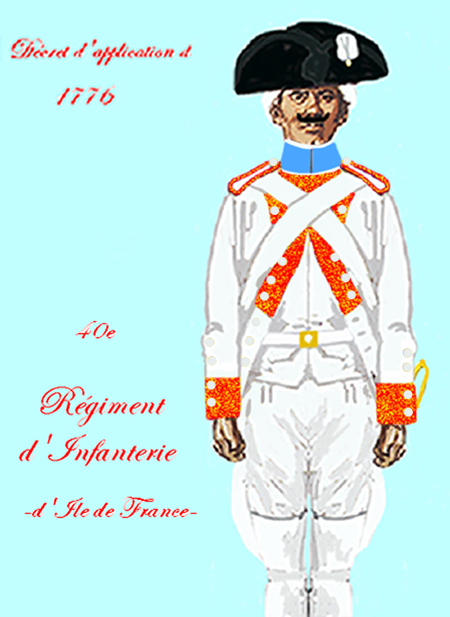
régiment d’Île-de-France de 1776 à 1779
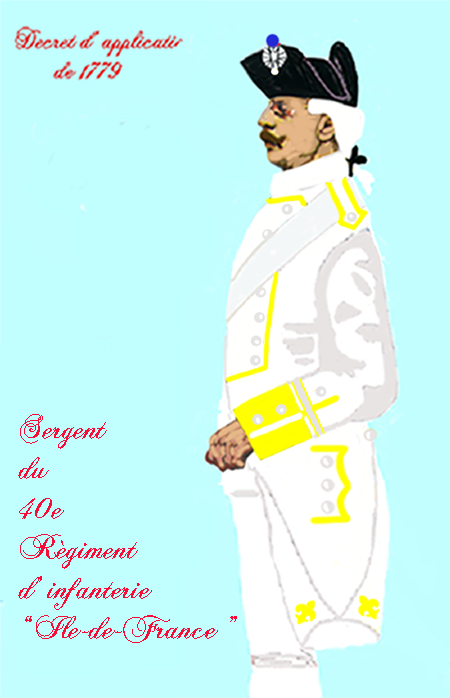
régiment d’Île-de-France de 1779 à 1791
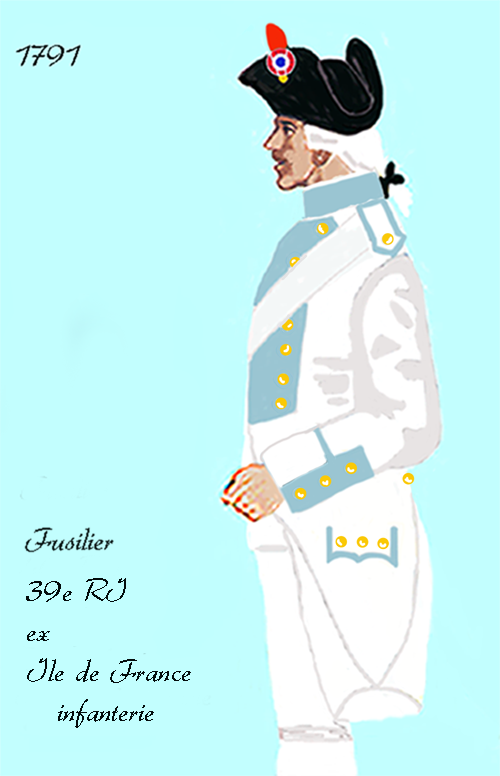
39e régiment d’infanterie de ligne de 1791 à 1796

#### Période de paix
A sa rentrée en France, le régiment fut mis en garnison à Bayonne.
En novembre 1763 il était à Blaye, en avril 1764 il se trouve au Château-Trompette de Bordeaux et à Marmande, puis à Toulon en novembre 1764.
En avril 1766 il est en garnison à Antibes puis à Briançon en octobre 1766.
En octobre 1767 on le trouve à Montdauphin, à Dunkerque en novembre 1768, à Aire en mai 1770, au Quesnoy en mai 1771, à Belfort en octobre 1773, et à Perpignan en septembre 1775.
Par suite du dédoublement des vieux régiments opéré en 1775 et 1776, le régiment d'Île-de-France, qui occupait le 22e rang dans l'infanterie, recula au 40e rang, qu'il garda jusqu'au licenciement du régiment du Roi.
C'est à la même époque qu'il quitta son vieil uniforme, qui se composait d'habit et culotte blancs, collet, veste et parements rouges, boutons jaunes, doubles poches en long garnies chacune de six boutons réunis par deux, trois boutons sur la manche et chapeau bordé d'or, pour prendre, suivant le règlement de 1776, le revers et les parements rouge piqué de blanc, avec le collet bleu de roi et les boutons blancs.
Le régiment d'Île-de-France passa en mai 1776 de Perpignan à Toulon, et s'embarqua aussitôt pour Ajaccio, où il arriva le 9 juin.
Revenu à Toulon le 6 novembre 1778, il fut envoyé à Nîmes, d'où il passa à Perpignan en juin 1779, puis à Nantes en novembre 1781, à Taillebourg sur la Charente en octobre 1782, à Poitiers en mai 1783, à Caen en octobre 1783, à Coutances en octobre 1785, et en octobre 1787 à Landerneau, où il séjourna pendant les troubles de l'Irlande. Il revint à Coutances et Granville en décembre 1787, et se rendit à Brest en octobre 1790.

### 39erégiment d'infanterie de ligne ci-devant Île-de-France
L'ordonnance du 1er janvier 1791 fait disparaître les diverses dénominations, et les corps d'infanterie ne sont désormais plus désignés que par le numéro du rang qu'ils occupaient entre eux. Ainsi, 101 régiments sont renommés. Les régiments sont toutefois largement désignés avec le terme ci-devant, comme 39e régiment d'infanterie ci-devant Île-de-France.

#### Guerres de la Révolution
1er bataillon
Le 1er bataillon occupa Saint-Pol-de-Léon et Quimper en juillet 1791, et rentra à Brest en mai 1792.

Pendant toute la campagne de 1793, ce bataillon engagé dans la guerre de Vendée fit partie de l'armée des côtes de Brest, qui vint se réunir aux autres armées républicaines de l'Ouest, quand les royalistes passèrent sur la rive droite de la Loire. Ce bataillon se trouva aux batailles de Granville et de Dol, du Mans et de Savenay, et se distingua particulièrement, le 5 janvier 1794, à la prise de Noirmoutiers. La dernière fois qu'il soit fait mention de lui, c'est au combat de Fréligné, en Vendée, livré le 29 floréal an II (18 mai 1794) ou le colonel Jean François Régis Alexis Marie Prat y fut tué.

Lors du premier amalgame, le 1er bataillon du 39e régiment d'infanterie de ligne (ci-devant Île-de-France) qui devait former le noyau de la 77e demi-brigade n'a pas été amalgamé. Lors du second amalgame, il sera incorporé dans la première 46e demi-brigade de deuxième formation avec le 2e bataillon.
2e bataillon
Le 2e bataillon partit en janvier 1791 pour Saint-Domingue, d'où il ne revint en 1794 que trois officiers et vingt-trois hommes.

Le 2e bataillon du 39e régiment d'infanterie (ci-devant Île-de-France) qui devait former le noyau de cette demi-brigade et n'a pas non plus été amalgamé car il était aux colonies. Lors du second amalgame, les débris du 2e bataillon du 39e régiment d'infanterie (ci-devant Ile-de-France) sont incorporés dans la première 46e demi-brigade de deuxième formation avec le 1er bataillon.

Ainsi disparaît pour toujours le 39e régiment d'infanterie ci-devant Île-de-France, partageant le sort de tous ces vieux régiments qui depuis deux siècles avaient défendu si intrépidement la patrie contre toutes les coalitions.

## Personnages célèbres
- Gratien Dumoulin de La Fontenelle alors enseigne, puis sous-lieutenant et lieutenant